# زولبيديم
زولبيديم (بالإنجليزية: Zolpidem) ويعرف باسمه التجاري أمبين (ambien) ومتاح في العديد من الدول تحت أسماء تجارية مختلفة هو مهدئ يستخدم في المقام الأول لعلاج الأرق. يعمل بسرعة عادة في غضون 15 دقيقة، ولديه نصف عمر قصير من ساعتين إلى ثلاث ساعات. لم يثبت الزولبيديم فعالية بصورة كبيرة في الحفاظ على النوم، إلا إذا أُعطى في صورة جرعة معدلة التحرر. إلا أنه أثبت فعالية في المساعدة على النوم. يمتلك الزولبيديم آثار تنويمية مثل تلك التي تمتلكها عائلة البنزوديازيبين.
طالبت إدارة الغذاء والدواء  في عام 2013  المصنعين بتقليل الجرعة الموصى بها للنساء إلى النصف، بعد أن أظهرت الدراسات أن تلك  الأدوية يمكن أن تترك الناس يشعرون بالنعاس في الصباح مع تعريضهم إلى خطر  حوادث المرور. كما أوصت إدارة الغذاء والدواء  FDA الشركات المصنعة بتقليل الجرعات الخاصة بالرجال أيضًا، إذ أن الرجال يستجيبون لهذه الأدوية بمعدل أسرع؛ ورغم ذلك، يظل السبب في اختلاف معدل استجابة الرجال والنساء للدواء مجهولًا. وافقت إدارة الغذاء والدواء في مايو 2013 على إعادة تحديد الجرعات الموصى بها من  الزولبيديم بسبب المخاطر المتعلقة بإعاقات الصباح  في اليوم التالي. وتنطوي الآلية الأساسية لعمل الزوليبيديم على حمض الغاما-أمينوبيوتيريك. 
يصنف الزولبيديم كمركب قصير المدى من عائلة الغير بنزوديازيبينات من فصيلة الإيميدازوبيريدين  والتي تزيد من نشاط  حمض الغاما-أمينوبيوتيريك GABA ، وهو مثبط  عصبي، عن طريق الارتباط بمستقبلات حمض الغاما-أمينوبيوتيريك GABA في نفس موقع ارتباط  البنزوديازيبينات. يختلف الزولبيديم جزيءًيا عن جزيء البنزوديازيبين ويصنف من عائلة الإيميدازوبيريدين. يستخدم  الفلومازينيل، والذي يعتبر مضاد  لمستقبلات البنزوديازيبين ويستخدم في حالات تعاطي البنزوديازيبين، لعكس تأثير الزولبيديم المهديء والمنوم والمسبب  لضعف الذاكرة.
تم منح  براءة اختراع الزولبيديم في الولايات المتحدة الأمريكية بواسطة شركة الأدوية الفرنسية  سانوفي. وافقت  إدارة الغذاء والدواء (بالولايات المتحدة) في 23 أبريل 2007الولايات على 13 إصدارًا من طرطرات الزولبيديم. يتوفر إنتاج الزولبيديم الآن من عدة شركات الأدوية في المملكة المتحدة كمنتج لشركة  ساندوز في جنوب أفريقيا وتيفا للصناعات  الصيدلانية في إسرائيل، وكذلك من بعض  الشركات المصنعة الأخرى مثل راشيوفارم  Ratiopharm وتاكيدا  Takeda (وكلاهما من ألمانيا).

## الاستخدامات الطبية

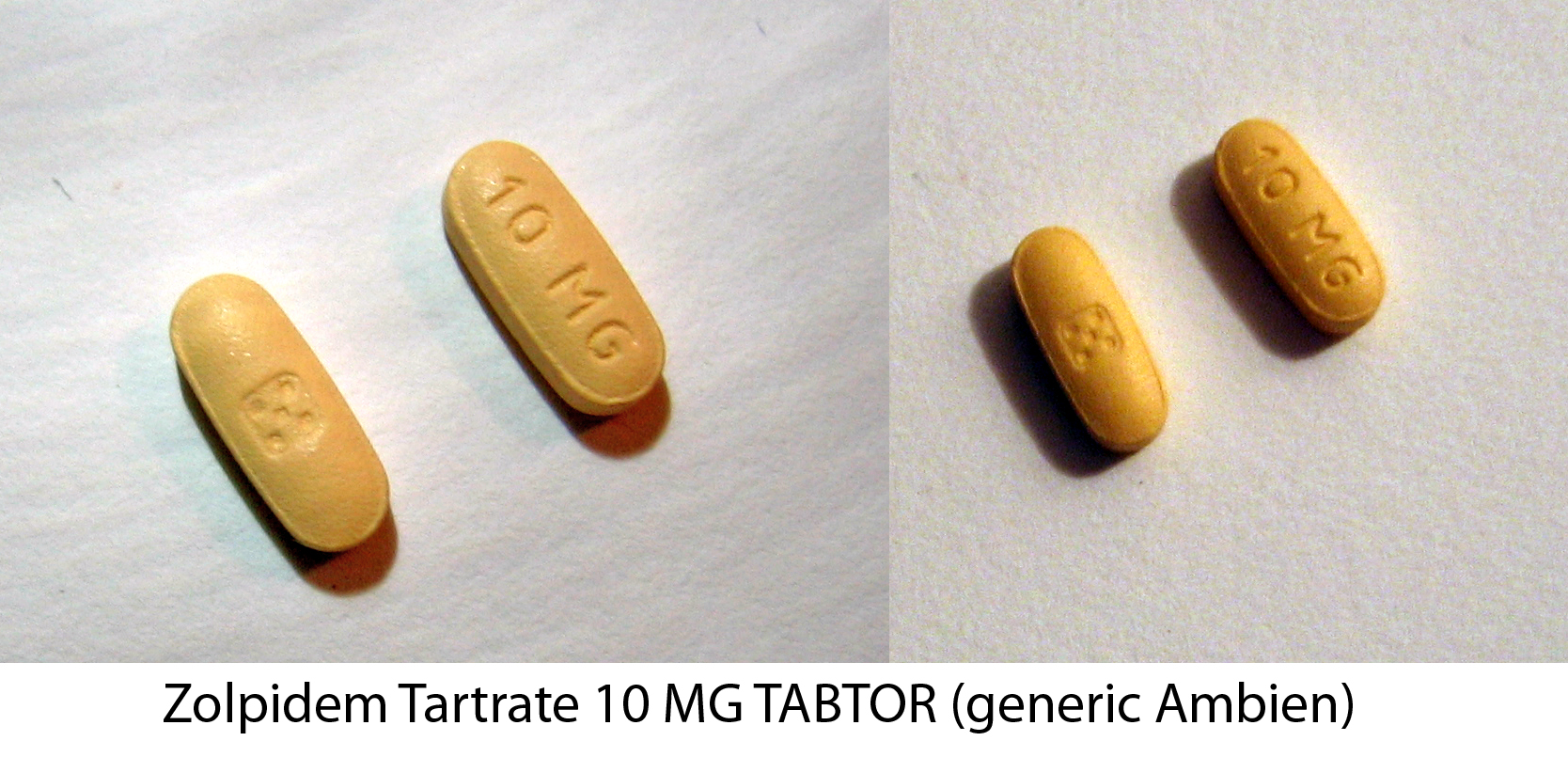
مضغوطات زولبيديم 10 مغ

### النوم
يصف الأطباء الزولبيديم كعلاج  للأرق قصير المدى (عادةً حوالي من أسبوعين إلى ستة أسابيع). يتعامل الزولبيديم مع مشاكل بدء النوم، ولكنه ليس فعالًا في الحفاظ على النوم. أظهرت إحدى دراسات المعهد الوطني للبحوث الصحية NIH  أن فعالية الزولبيديم تُعزى إلى الآثار النفسية للدواء نفسه «لذا يجب زيادة الاهتمام بالجانب النفسي في علاج الأرق.»

### استخدامات أخرى
يمتلك الزولبيديم بعض خصائص  مرخيات العضلات و مضادات الصرع، لكن لم يتم الموافقة عليه كمُرخي للعضلات أو دوء فعال لعلاج نوبات الصرع. وذلك لأن الجرعة اللازمة لاسترخاء العضلات تعادل 10 أضعاف الجرعة المسكنة، في حين تشير الدراسات الأولية إلى أن الجرعة اللازمة لمنع النوبات تعادل 20 ضعف الجرعة المُسكنة.

## الآثار السلبية

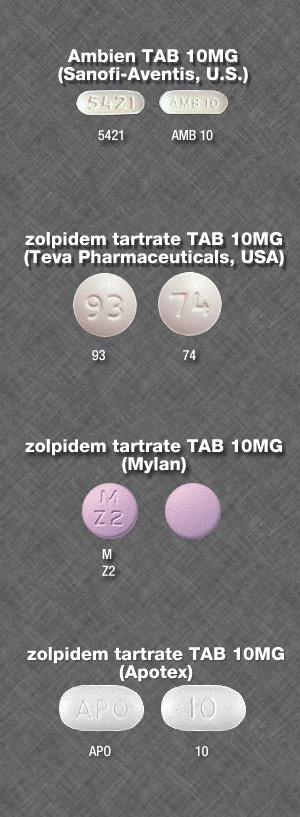
Various zolpidem pills

تشمل الآثار الجانبية الأكثر شيوعا للاستخدام قصير المدى  الصداع (ذكرت من قبل 7% من الأشخاص في التجارب السريرية) و النعاس (2%) والدوخة (1%) و الإسهال (1%)؛ بينما اشتملت الآثار الجانبية الأكثر شيوعًا للاستخدام طويل المدى جفاف الحلق (3%) و الحساسية (4%) و آلام الظهر (3%), أعراض شبيهة بأعراض الإنفلونزا (1%) وآلام الصدر (1%) و خفقان القلب (2%) و النعاس (8%) والدوخة (5%) و الخمول (3%) و الاكتئاب (1%) وأحلام غير طبيعية (1%) و فقدان الذاكرة (1%) و اضطراب النوم (1%) و الإسهال (3%) و آلام البطن (2%) و الإمساك (2%) و التهاب الجيوب الأنفية (4%) و التهابات الحلق (3%) و الطفح الجلدي (2%).
كما أفاد بعض المستخدمين حدوث بعض بعض السرنمة (السير نومًا) الغير مبررة عند استخدام الزولبيديم بلإضافة إلى النوم أثناء القيادة،  ومتلازمة الشره الليلي أثناء النوم، وأداء بعض المهام الأخرى أثناء النوم. وجد أحد البحوث من قبل خدمة وصف الأدوية الوطنية الأسترالية أن هذه الأحداث تحدث في الغالب بعد الجرعة الأولى، أو في غضون بضعة أيام من بدء العلاج. وأفادت أيضًا بعض التقارير النادرة حدوث بعض حالات الخطل النومي الجنسي المتعلقة باستخدام الزولبيديم أيضًا. يستطيع السائرون نيامًا خلال نومهم أداء المهام التي يتمكنون من القيام بها عادةً إذا كانوا مستيقظين.
قد تستمر آثار «الثمالة» المتبقية، مثل النعاس وضعف الحركة والإدراك، إلى وقت الجرعة التالية ليلًا. وقد تؤثر هذه الآثار على قدرة المستخدمين على القيادة بأمان وزيادة مخاطر السقوط  و كسور مفصل الفخذ.
علقت إدارة السلع العلاجية تحذيرًا إلى منتجات الزولبيديم يشير إلى أن "الزولبيديم قد يتعلق بمخاطر معقدة تتعلق بالنوم والتي ربما قد تشمل المشي نائمًا والنوم أثناء القيادة وغيرها من السلوكيات الغريبة. كما لا ينبغي تناول الزولبيديم مع المشروبات الكحولية ويتطلب استخدامه الحذرمع الأدوية الأخرى المثبطة ل لجهاز العصبي المركزي.  لذا وجب الحد من الاستخدام إلى أربعة أسابيع كحد أقصى تحت إشراف طبي دقيق."

### اعتياد الدواء والاعتماد والانسحاب

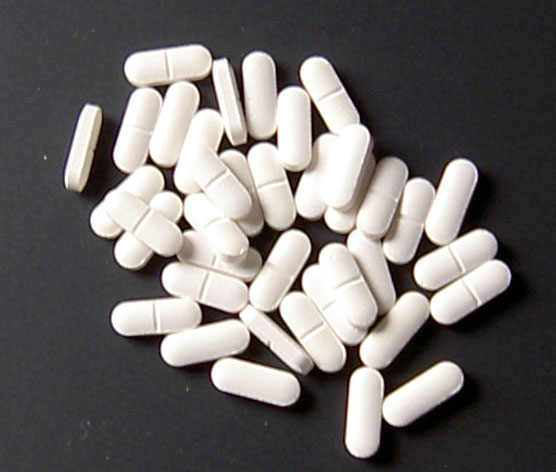
Ambien tablets

وجدت إحدى المراجعات الطبية أن الاستخدام طويل المدى للزولبيديم  يرتبط بالاعتياد لى الدواء و الإدمان و الأرق المتكرر وبعض الآثار السلبية على الجهاز العصبي المركزي. لذا يوصى باستخدام الزولبيديم لفترات قصيرة من الوقت باستخدام أقل جرعة فعالة.يعتبر زولبيديم 10ملغ فعالَا في علاج الأرق عن استخدامه بجرعات لا تقل عن ثلاث حبوب ولات تزيد عن خمس حبوب لمدة 12 أسبوع. لم تظهر جرعة ال15 ملغ من الزولبيديم أي ميزة على جرعة ال 10 ملغ من الزولبيديم.
وجدت بعض الخيارات العلاجية الغير دوائية (مثل العلاج السلوكي الإدراكي للأرق)، أن الزولبيديم مع كل هذا يوفر تحسن مستمر لعملية النوم.  أظهرت الدراسات الحيوانية لتحمل الدواء على بعض القوارض أن الزولبيديم يمتلك خطر أقل في الإصابة بالاعتياد على الدواء في الزولبيديم أقل من  [24][24][24], وبينما تساوى ذلك الخطر في القرود مع البنزديازيبينات  المقدمات يمكن أن يحدث تحمل الدواء في بعض الأشخاص في بضعة أسابيع فقط. كما قد يسبب الانسحاب المفاجئ الهذيان أو الصرع|نوبات الصرع  أو غيرها من الآثار الشديدة، وخاصة إذا ما استخدمت لفترات طويلة وبجرعات عالية.
عادةً ما ينطوي العلاج على تقليل جرعات الزوليبيدبم بالتدريج على مدار شهور عند حدوث حالات الاعتماد أو إدمان الدواء؛ وذلك لتقليل أعراض الانسحاب والتي تشبه أعراض انسحاب البنزوديازيبين . في حالات تعذر هذه الطريقة، يتم اللجو إلى طريقة بديلة كاستخدام جرعات مكافئة من البنزوديازيبيت لفترات طويلة  مثل الديازيبام أو الكلورديازيبوكسيد، يليها خفض تدريجي في جرعة البنزوديازيبين طويلة المفعول. يمكن استخدام برنامج إزالة السموم السريع باستخدام الفلومازينيل للمرضى الداخليين  في بعض الحالات صعبة العلاج  من إدمان أو  الاعتماد على الزولبيديم.
يمتلك الكحول اعتياد دوائي مُتبادل مع مؤثرات مستقبلات  GABAA  الإيجابية  مثل البنزوديازيبينات و غير البنزوديازيبينات. ولهذا السبب،  قد يكون مُعاقري الكحول أو المُتعافين منهم في خطر متزايد من الاعتماد الجسدي على الزولبيديم. يبقى أيضًا مُعاقري الكحول ومُدمني المخدرات في خطر متزايد للإدمان الزولبيديم أو تطوير الاعتماد الجسدي عليه. لذا ينبغي تجنب استخدام الزولبيديم  في هؤلا ممن لديهم تاريخ من  إدمان الكحول أو إدمان المخدرات على المسكنات أو الأدوية المنومة. نادرًا ما يرتبط الزولبيديم بإدمان المخدرات، وبالتالي تزداد تلك المخاطر مع المرضى الذين لديهم تاريخ من تعاطي المخدرات أو الكحول.

### الجرعة الزائدة
قد تسبب الجرعات الزائدة من الزولبيديم التخدير المفرط أو انقباض حدقة العين أو قصور وظائف الجهاز التنفسي التي قد تتدهور إلى الغيبوبة وربما الموت. يمكن أن يؤدي الزولبيديم جنبًا إلى جنب مع الكحول والأفيون، أو غيرها من مهدئات الجهاز العصبي المركزي إلى جرعات زائدة قاتلة. يمكن علاج جرعات الزولبيديم الزادة  بمضاد مستقبلات البنزوديازيبين الفلومازينيل والذي يزيح الزولبيديم من مواقع ارتباطه على مستقبلات البنزوديازيبين لعكس آثار الزولبيديم بسرعة.

### الكشف في سوائل الجسم
يمكن تحديد الزولبيديم في الدم أو البلازما لتأكيد تشخيص التسمم في المرضى في المستشفيات وتقديم الأدلة في حالات الاعتقال بسبب القيادة تحت تأثير الدواء ضعف القيادة أو المساعدة في تحقيقات الوفيات ذات الأهمية  الطبية الشرعية. تتراوح تركيزات الدم أو البلازما العلاجية من الزولبيديم عادة في من 30-300 ميكروغرام/لتر في الأشخاص الذين يتلقون الدواء لأغراض علاجية إلى 100-700 ميكروغرام/لتر في حالات الاعتقال بسبب القيادة تحت تأثير مخدر إلى 1000-7000 ميكروغرام/لتر في ضحايا الجرعات الزائدة القاتلة. تشمل تقنيات التحاليل في مجمل الأمر استخدام تقنيات الاستشراب اللوني الغازي أو السائل.

## احتياطات خاصة

### القيادة
قد يضعف استخدام الزولبيديم من مهارات القيادة مما ينتج عنه زيادة خطر حوادث المرور. لا تستأثر تلك التأثيرات  السلبية بالزولبيديم فقد تحدث أيضًا مع غيره من المنومات. لذا ينبغي توخي الحذر من قبل سائقي السيارات. أظهرت الدراسات أن 15% من النساء و 3% من الرجال يمكن أن يزداد تركيز العقار لديهم مما يؤثر على قدرتهم على القيادة بعد  ثمانية ساعات من النوم بعد تناول جرعة 10 ملغ، وقد يرتفع الخطر إلى 33 ٪ و 25 ٪ على التوالي مع جرعة ال 12.5 ملغ.ونتيجة لذلك، توصي إدارة الأغذية والعقاقير بخفض جرعة المرأة وأهمية وضع خفض جرعات الرجال أيضًا في اعتبار الأطباء.

### كبار السن
يكون كبار السن أكثر حساسية لآثار المنومات بما في ذلك الزولبيديم. يسبب الزولبيديم زيادة مخاطر السقوط وربما بعض الآثار السلبية المعرفية.
وجدت إحدى المراجعات الطبية المتعلقة بعلاج الأرق وكبار السن أدلة كثيرة على فعالية وقوة العلاجات غير الدوائية لاضطراب الأرق في البالغين من جميع الأعمار، ولا يتم إعطاء هذه العلاجات حقها. أظهرت الغير بنزوديازيبينات (بما في ذلك الزولبيديم) المهدئة والمنومة، مقارنةً مع البنزوديازيبينات، فعالية طبية قليلة، إن وُجدت،  في كبار السن. أظهرت بعض العلاجات الجديدة ذات الخواص الآمنة، مثل محفزات مستقبلات الميلاتونين تقدمًا واعدًا في علاج مشاكل الأرق المزمن في كبار السن.
يفتقر استخدام المهدئات المنومة على المدى الطويل  إلى الأدلة الداعمة، لذا يتم التقليل من استخدامه لما يتعلق من مخاوف بشأن الآثار السلبية المحتملة مثل القصور الإدراكي (فقدان الذاكرة التقدمي) التخدير وقت النهار، عدم التناسق الحركي، وزيادة خطر حوادث السيارات ومخاطر السقوط. بالإضافة إلى فعالية وسلامة الاستخدام طويل المدى لهذه الأدوية إلا أنه مازال يجب تحديدها. كما يلزم إجراء المزيد من البحوث لتقييم آثار الاستخدام على المدى الطويل للعلاج واختيار إستراتيجية العلاج الأنسب للمسنين  والأشخاص ذوي الأرق المزمن.

### مرض الإرجاع المعدي المريئي
يعاني مرضى مرض الارتجاع المعدي المريئي (GERD) من الارتجاع  بشكل أطول  ملحوظ عند تناول الزولبيديم عن الدواء الوهمي.وُجد نفس التأثير بالنسبة لحدوث الارتجاع في الأشخاص الذين لا يعانون من من مرض الارتجاع المعدي المريئي. يُفترض أن يكون هذا بسبب قمع الاستفاقة عند حدوث الارتجاع، والذي عادةً ما يؤدي إلى انعكاس البلع لتنظيف المريء من الحمض المعوي. ايعاني مرضى ارتجاع المريء من التعرض لنسب أعلى من الحمض المعوي، مما يزيد من احتمال تطوير سرطان المريء.

### الحمل
تم تحديد الزولبيديم من فئة السلامة أثناء الحمل C من قبل إدارة الاغذية والعقاقير. فقد كشفت الدراسات على الحيوانات عن أدلة عن نقص التعظم  وزيادة خطر فقدان الجنين في الجرعات الأكبر من سبع مرات من الحد الأقصى الموصى به للإنسان أو الجرعة الأعلى ومع ذلك، إلا أنه لم يتم ملاحظ حدوث أي تشوهات خلقية عند أي من الجرعات. ومع ذلك لا توجد بيانت أكيدة حول استخدام الزولبيديم في فترة الحمل.وُجد الزولبيديم في دم الحبل السري عند الولادة في تقرير واحد فقط. يوصى باستخدام الزولبيديم أثناء الحمل عندما تفوق الفوائد المخاطر فقط. 

## آلية العمل
يعتبر الزاليبلون والزولبيديم منبهات لمستقبلGABA A α 1 الفرعي.يمتلك الزولبيديم خصائص مضادة للقلق و مُرخية للعضلات و مضادة لنوبات الصرع ضعيفة، لكن يمتلك خصائص منومة  قوية نظرًا لارتباطه الانتقائي للمستقبلات. يرتبط الزولبيديم بتقارب عالٍ مع تلك المستقبلات ويلعب دور المناهض كاملًا عند مستقبلات GABAA المحتوية على الموقع α1 وبتقارب أٌل حوالي 10 أضعاف عند مستقبلات GABA المحتوية على المواقع α2 و α3مع عدم وجود أي تقارب ملحوظ عند المستقبلات المحتوية على الموقع  α5.  تعتبر مستقبلات GABAA  نوع ω1 هي مستقبلات GABA المحتوية على الموقع α1  ومستقبلات ω2 هي المستقبلات المحتوية على المواقع  α2-, α3-, α4-, α5 -α6 . توجد مستقبلات ω1 GABA في المقام الأول في الدماغ، بينما توجد مستقبلات ω2 المقام الأول في العمود الفقري. وهكذا،  يمتلك الزولبيديم انتقاء ارتباطي  أعلى لمستقبلات GABAA  في الدماغ ولكن مع تقارب منخفض لمستقبلات GABAA  الموجودة في العمود الفقري.
لا يمتلك الزولبيديم أي تقارب ارتباطي لمستقبلات GABA المحتوية على المواقع α4 و α6 مثل الغالبية العظمى من الجزيات المشابهة للبنزوديازيبين. ينظم الزولبيديم مستقبلات GABAA إيجابيًا ويفترض هذا من خلال زيادة تقارب مستقبلات GABAA لحمض ال GABA دون التأثير على نزع الحساسية أو ذروة الاستجابة. قد يسبب الزولبيديم  زيادة موجة النوم البطيء مثل  الزابيلون (سوناتا)، ولكن لا يسبب أي تأثير على المرحلة 2 من النوم.
أظهر تحليل تلوي من  التجارب السريرية المُعشاة المُتحكم فيها أنه التي قارنت البنزوديازيبينات ضد الغيربنزوديازيبينات مثل الزولبيديم بعض الاختلافات الطفيفة المستمرة  في بداية كمون النوم ومدة النوم الإجمالية وعدد مرات الاستيقاظ ونوعية النوم والأحداث السلبية والاعتياد على الدواء وارتداد الأرق واليقظة أثناء النهار.

## الكيمياء
تشيع ثلاثة توليفات من الزولبيديم يُستخدم الميثيل أسيتوفينون4 4-methylacetophenone كسلف للعائلة. يتحد هذا المركب مع البروم ويتفاعل  مع 2 أمينو-5- ميثيل بيريدين 2-amino-5-methylpyridine لإعطاء الإيميدازوبيريدين imidazopyridine. من هنا يتم استخدام مجموعة متنوعة من الكواشف في التفاعلات الكيميائية  لإكمال المركب كلوريد الثيونيل أو سيانيد الصوديوم. توجد خطورة في استخدام هذه الكواشف هي صعبة وتتطلب إجراءات سلامة قوية. وعلى الرغم من كون إجراءات السلامة شائعة في الصناعة إلا أن التصنيع السري مازال صعبًا.
يتم تحديد عدد كبير من منتجات تفاعل سيانيد الصوديوم بما في ذلك ال dimers ونتاج تفاعل مانيش reaction.|Mannich reaction.

### التداخلات الدوائية
تشمل التفاعلات الدواية الخاصة بالزولبيديم الكلوربرومازين  و فلوكونازول و إيميبرامين و الايتراكونازول و الكيتوكونازول و الريفامبيسين و ريتونافير. يمكن أيضًا توقع حدوث تفاعلات دوائية مع الكاربامازبين و الفينيتوين بناءًا على المسارات الأيضية، ولكن لم يتم دراستها. ولا يبدو أن يكون هناك أي تفاعل بين الزولبيديم و السيميتيدين أو رانيتيدين. ومع ذلك، لوحظ في نفس الدراسة أن سيميتيدين لم يزد من أثر الزولبيديم التنويمي النموذجي وهو 3 ساعات، مما يدل على وجود نوع من تفاعلات التمثيل الغذائي.

## الاستخدام
يعتبر الزولبيديم واحد من أكثر أدوية المساعدة على النوم المحتوية على  GABA الموصوفة في هولندا ، مع ما يقرب من 582,660 وصفة طبية مصروفة في عام 2008.
تستخدم القوات الجوية بالولايات المتحدة الزولبيديم باعتباره واحدًا من المنومات الموافق على استخدامه لإزالة قلق ما قبل المهام (مع وجود 6 ساعات راحة قبل العملية) لمساعدة الطيارين وأفراد الخدمة الوطنية على النوم قبل الاستعداد للمهام. (تشمل المنومات الأخرى المستخدمة على التيمازيبام و الزاليبلون.) يتطلب إجراء «اختبارات الأرض» قبل الإذن الصادر باستخدام الدواء قبل العمليات.

## المجتمع والثقافة

### إساءة الاستخدام
توجد احتمالية حدوث إساءة الاستخدام الطبي عند استخدام الزولبيديم لفترات طويلة دون أو ضد الاستشارة الطبية أو عند استخدامه لأغراض ترفيهية كالشعور بالانتشاء. يمكن حدوث الإدمان أو الاعتماد الجسدي  للزولبيديم عند استخدام جرعات عالية لفترت طويلة دون التوصية الطبية لذلك، إذ يحدث الاعتياد على الدواء عند جرعات أعلى من الجرعات العلاجية الاعتيادية  (5 أو10 ملغ)، وذلك عند عند استهلاكه عن طريق الاستنشاق أو الحقن، أو عندما يؤخذ لأغراض أخرى غير المساعدة على النوم. إتنتشر حالات الإدمان بين المدمنين السابقين، بينما يمكن حدوث الاعتياد الدوائي والإدمان في بعض الأحيان بين هؤلاء  الذين لا يمتلكون تاريخًا من الإدمان على المخدرات. المستخدمين المزمنين لجرعات عالية هم الأكثر عرضة لتطوير الاعتماد الجسدي على الدواء مما قد يسبب أعراض الانسحاب، بما في ذلك النوبات، في حالات حدوث الانسحاب المفاجيء.
ذكرت حالة واحدة لامرأة عانت من نوبات الصرع عند إزالة سمية جرعة عالية من الزولبيديم، مع الإشارة إلى حدوث أعراض انسحاب سريرية  وآثار اعتماد جسدي مشابهة للانسحاب من إدمان البنزوديازيبين.
تم العثور على تركيزات عالية للأدوية الأخرى، بما في ذلك البنزوديازيبين و الزوبيكلون في السائقين المشتبه في تعاطيهم المخدرات. كان لدى العديد من السائقين مستويات من الدوا في دمائهم  تتجاوز بكثير حدود الجرعة العلاجية مما يشير إلى احتمالية وجود درجة عالية من الإفراط في استخدام البنزوديازيبينات والزولبيديم والزوبيكلون.  ادعى عضو الكونغرس الأميركي باتريك كينيدي (Patrick J. Kennedy) أنه يستخدم الزولبيديم (أمبين) و الفينيرجان عندما ضُبط يقود عشوائيًا في الثالثة صباحًا. ويقول كينيدي «أنا ببساطة لا أتذكر الخروج من السرير، أو القبض من قبل الشرطة، أو أو أخذ ثلاثة مخالفات قيادة»
يزداد انتشار استخدامات الزولبيديم الغير طبية في الولايات المتحدة وكندا والمملكة المتحدة. يذكر المستخدمين المُنتشين للزوليبيدبم أن مقاومة آثار العقاقير المنومة يمكن أن تتسبب في بعض الرؤى الحية والانتشاء وقد أفاد بعض المستخدمين انخفض القلق والشعور بنشوة خفيفة وبعض التغييرات الإدراكية والتشوهات البصرية والهلوسة.
استخدم السباحون الأستراليون الأوليمبيون الزولبيديم (Stilnox) في أولمبياد لندن عام 2012، مما أدي إلى جدل كبير.

### التنظيم
يتم تصنيف الزوليبيديم (جنبًا إلى جنب مع غيره من البنزوديازيبين والغير بنزوديازيبينات)  استنادًا إلى احتمالية حدوث الإدمان أو الاعتماد الجسدي كمخدر تحت تصنيف الجدول الرابع  بموجب قانون المواد الخاضعة للرقابة في الولايات المتحدة.

### الدواء والاغتصاب
أصبح الزولبيديم واحدة من العديد من المخدرات المسهلة للاغتصاب وعلى عكس الروهيبنول («روفيس»)، والذي حظر استخدامه في عام 1996، إلا أن الزولبيديم متاح قانونيًا عن طريق الوصفات الطبية، على عكس جاما هيدروكسي بيوتيريت، المستخدم لعلاج نوع نادر من حالات النوم القهري، وُصف الزولبيديم 43.8 مليون مرة في الولايات المتحدة في عام 2012.يذوب الزولبيديم بسهولة في السوائل مثل النبيذ، ويمكن عادة أن يتم الكشف عنه  في سوائل الجسم خلال 36 ساعة فقط، على الرغم من امكانية الكشف عنه من خلال اختبار الشعر لوقت أطول.يرجع هذا إلى قصر انقضاء نصف عمر الزوليبيديم المترواح بين 2.5–3 ساعات.تم تسليط الضوء على هذا الاستخدام في الإجرات القضائية المتخذة ضد دارين شاربر المُتهم بوصف هذا الدواء لتسهيل سلسلة من تلك الجرائم. 

### السرنمة (المشي نومًا)
لاقى الزولبيديم تغطية إعلامية واسعة النطاق في أستراليا بعد وفاة الطالب الذي سقط من ارتفاع  20 مترًا من جسر ميناء سيدني تحت تأثير الزولبيديم.

## البحث
قد يوفر الزولبيديم تحسنًا قصير المدى ولكنه فعال بشكل جيد لأعراض الحبسة (فقدان القدرة على الكلام) في بعض الناجين من السكتة الدماغية. تظل آلية التحسن في هذه الحالات غير واضحة ووهو ما يجعلها مجال بحث للعديد من الباحثين، لتفسير كيف أن الدواء الذي يعمل كمنوم ومهديء في الأشخاص ذوي الوظائف الدماغية الطبيعية، يمكن أ، يحسن من القدرة على الكلام في الأفراد الذين يعانون من إصابات الدماغ الحادة. لا يزال استخدام الزولبيديم لهذا الغرض في مرحلته التجريبية اعتبارًا من عام 2011، ولم يتم اعتماده رسميًا من قبل أي من شركات الأدوية المصنعة للزولبيديم أو الهيئات الطبية التنظيمية في جميع أنحاء العالم.
وقد تمت دراسة الزولبيديم لتحديد ما إذا كان يسبب تحسن الاستجابة أو تحسن التروية الدماغية في المرضى الذين يعانون من الحالة الخضرية الدائمة.
وتشير البيانات إلى أن العلاج يظهر معدلات استجابة جيدة بين المرضى الذين يعانون من تلف في الدماغ الناجم عن السكتة الدماغية وأن العلاقة بين شدة الضرر واحتمالية الاستجابة للدواء سلبية،  مع ما يقرب من استجابة 25% أقل بين مرضى إصابات الدماغ، بينما أظهر مرضى إصابات الدماغ الخطيرة، مثل الحالات الخضرية استجابة حوالي من 5% إلى 10%. ومع ذلك لم يظهر اتجاه الاستجابة هذا أي ارتباط مع فعالية الدواء عبر المستويات المختلفة من شدة الإصابة.